# Karen Carney
Karen Julia Carney (Solihull, 1º agosto 1987) è un'ex calciatrice britannica, di ruolo centrocampista offensivo o attaccante.
In carriera ha giocato essenzialmente nel Campionato inglese femminile di calcio, tranne il biennio statunitense con i Chicago Stars in Women's Professional Soccer, conquistando nel primo numerosi trofei tra i quali quattro titoli di Campione d'Inghilterra, tre Premier League con l'Arsenal e una Super League con il Chelsea, ai quali si aggiungono cinque FA Women's Cup, tre FA Women's Premier League Cup e tre Women's Community Shield. Sempre con l'Arsenal ha anche vinto un titolo europeo per club, l'allora denominata UEFA Women's Cup nel 2006-2007.
Ha inoltre indossato le maglie della nazionale inglese dalle giovanili fino alla nazionale maggiore, conquistando un secondo posto all'Europeo di Finlandia 2009 e un terzo posto al Mondiale di Canada 2015, vestendo inoltre la maglia della nazionale britannica durante il torneo femminile ai Giochi della XXX Olimpiade.

## Carriera

### Club
Dal 2001 al 2006 ha giocato nel Birmingham City; successivamente è passata all'Arsenal, società in cui in tre anni ha segnato in tutto 28 reti in 54 presenze ed ha anche vinto tre campionato inglesi femminili consecutivi, tre FA Cup consecutive, due Coppe di Lega e tre Community Shield consecutivi, oltre che la UEFA Women's Cup (l'equivalente femminile della Champions League) nella stagione 2006-2007. Dopo questo triennio si è trasferita alle Chicago Red Stars, negli Stati Uniti d'America; dopo un biennio, nel quale ha segnato 3 reti in 38 presenze, nel 2011 è tornata nel Birmingham, con cui nella stagione 2011-2012 ha vinto per la quarta volta in carriera la FA Cup. Dopo cinque stagioni disputate a Birmingham, nel dicembre 2015 si è trasferita nuovamente a Londra, ma questa volta tra le file del Chelsea, con cui ha firmato un contratto biennale.

### Nazionale
Dopo aver giocato con le formazioni Under-17 e Under-19, all'età di 17 anni viene convocata per la prima volta con la nazionale maggiore in occasione dell'amichevole del 17 febbraio 2005 contro l'Italia, nella quale segna una delle reti con cui l'Inghilterra si impone sulle avversarie per 4-1 al National Hockey Stadium di Milton Keynes.
Da allora Carney viene convocata con regolarità, inserita in rosa per quattro campionati europei consecutivi, Inghilterra 2005, Finlandia 2009, dove perde la finale con la Germania al suo settimo titolo, Svezia 2013 e Paesi Bassi 2017, oltre che a quattro edizioni consecutive dei Mondiali femminili, Cina 2007, Germania 2011, Canada 2015, dove conquista un terzo posto, e Francia 2019; è inoltre una delle sole quattro atlete ad avere superato la quota delle 100 presenze nella Nazionale inglese.
Nel 2012 con la rappresentativa britannica ha preso parte al torneo femminile dei Giochi della XXX Olimpiade, nei quali ha giocato 5 partite senza mai segnare.

## Palmarès

### Club

#### Competizioni nazionali
- Campionato inglese: 4

Arsenal: 2006-2007, 2007-2008, 2008-2009 (FA Women's Premier League National Division)
Chelsea: 2017-2018
- FA Women's Cup: 5

Arsenal: 2006-2007, 2007-2008, 2008-2009
Birmingham City: 2011-2012
Chelsea: 2017-2018
- FA Women's Premier League Cup: 3

Arsenal: 2006-2007, 2008-2009
- Women's Community Shield: 3

Arsenal: 2006, 2007, 2008

#### Competizioni internazionali
- UEFA Women's Cup: 1

Arsenal: 2006-2007

### Nazionale
- Cyprus Cup: 1

2013
- SheBelieves Cup: 1

2019

### Individuale
- Giovane dell'anno della PFA: 2

2005, 2006
- Squadra dell'anno della PFA: 1

2014-2015